# 酸塩基指示薬

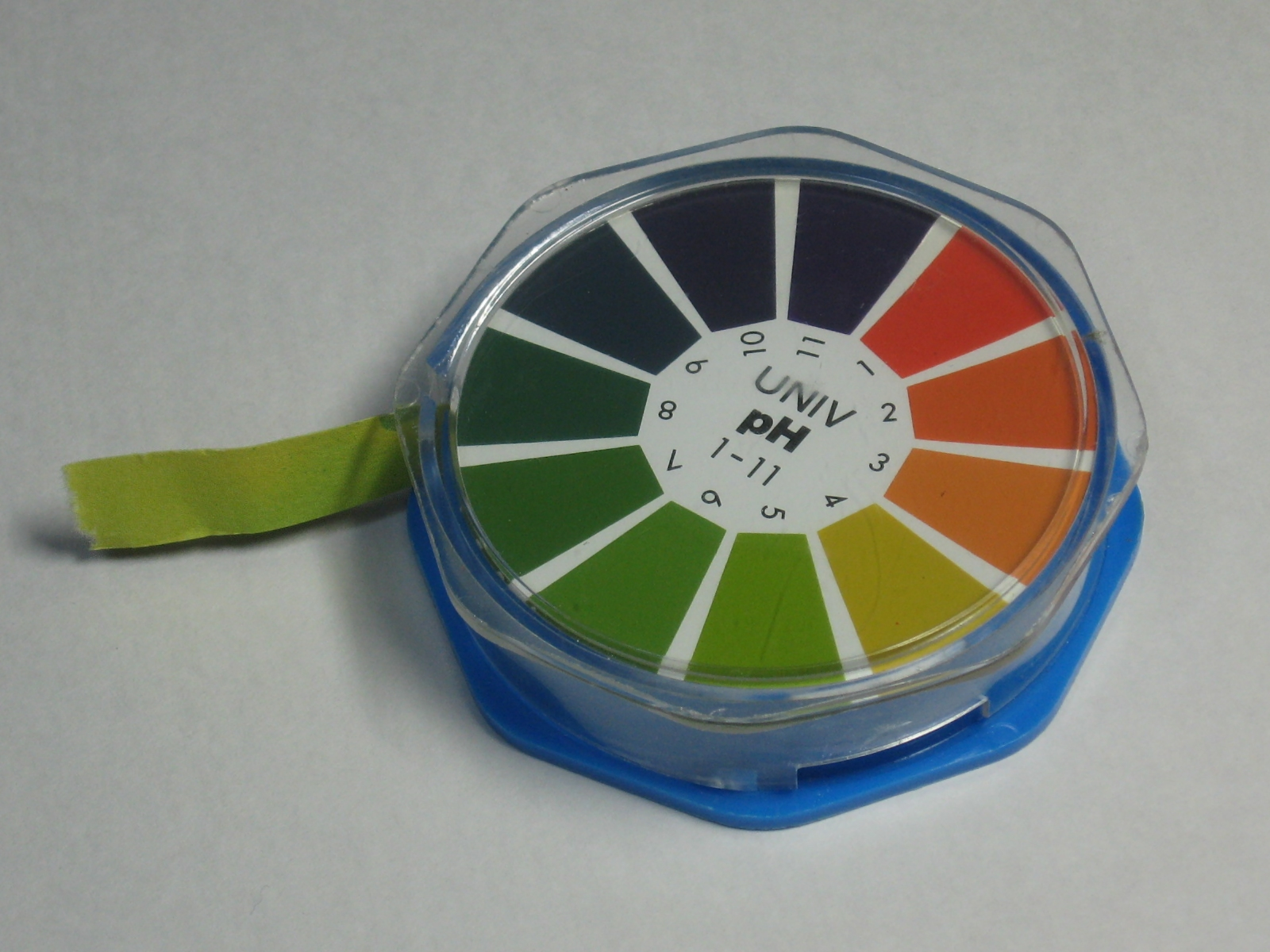
ロールタイプの万能pH試験紙。複数の指示薬を組み合わせてあり、大まかなpHがわかる

酸塩基指示薬（さんえんきしじやく）は水素イオン濃度 (pH) により変色する色素で、pH の測定や中和滴定の終点を決めるのに用いられる。pH指示薬ともいう。同じ目的で使われる電子機器はpHメーターである。
代表的なものはブロモチモールブルー (BTB)、ブロモクレゾールパープル (BCP)、フェノールフタレイン (PP)、メチルオレンジ (MO)、メチルレッド (MR)、チモールブルー (TB) である。複数の指示薬を混合した万能指示薬というものもあり、大まかなpHを知るためには有用である。

## 概要
変色機構は次の通りである。まず指示薬 HIn 自身に以下のような酸塩基平衡が存在する。
{\displaystyle {\ce {HIn <=> H+ + In-}}}
また、指示薬 HIn の酸解離定数は各化学種の活量により以下のように表される。
{\displaystyle K_{a}={\frac {a{\mbox{H}}^{+}\cdot a{\mbox{In}}^{-}}{a{\mbox{HIn}}}}}
この式の両辺の常用対数を取り、式を変形すると以下のようになり、
{\displaystyle {\mbox{pH}}={\mbox{p}}K_{a}+{\mbox{log}}_{10}{\frac {a{\mbox{In}}^{-}}{a{\mbox{HIn}}}}}
さらに希薄水溶液において、活量はモル濃度にほぼ近似する。この式は pH 変化により指示薬の酸解離の度合いが変化することを示すものである。
{\displaystyle {\mbox{pH}}={\mbox{p}}K_{a}+{\mbox{log}}_{10}{\frac {[{\mbox{In}}^{-}]}{[{\mbox{HIn}}]}}}
分子形 (HIn) とイオン形 (In−) では、吸収する光の波長が異なるので、違う色になる。変色域では両者が混ざった状態なので、中間の色調になる。酸解離定数や変色域での分子形とイオン形の比率などは、吸光光度法を用いて求めることができる。

## 中和点
中和滴定では、指示薬が不適切だと実際の中和点とずれたところで色の変化が出る。その結果、間違った中和点が導き出される可能性がある。それは真の中和点での色の変化が小さいためである。そのため、最適な指示薬とは色の変化が明瞭なpHの範囲があり、その中に滴定する酸と塩基の中和点が含まれているものである。

## 代表的な酸塩基指示薬
変色域 (color change interval) とは、指示薬を入れたとき、色が変わるpHの範囲である。
| 酸塩基指示薬                                 | 低 pH 色 | 変色域    | 高 pH 色 |
| -------------------------------------------- | -------- | --------- | -------- |
| ゲンチアナバイオレット（メチルバイオレット） | 黄色     | 0.0–2.0   | 青紫色   |
| マラカイトグリーン（酸性側）                 | 黄色     | 0.0–2.0   | 緑色     |
| マラカイトグリーン（塩基性側）               | 緑色     | 11.6–14   | 無色     |
| チモールブルー（酸性側）                     | 赤色     | 1.2–2.8   | 黄色     |
| チモールブルー（塩基性側）                   | 黄色     | 8.0–9.6   | 青色     |
| メチルイエロー                               | 赤色     | 2.9–4.0   | 黄色     |
| ブロモフェノールブルー                       | 黄色     | 3.0–4.6   | 紫色     |
| コンゴーレッド                               | 青紫色   | 3.0–5.0   | 赤色     |
| メチルオレンジ (MO)                          | 赤色     | 3.1–4.4   | 橙色     |
| ブロモクレゾールグリーン(BCG)                | 黄色     | 3.8–5.4   | 青緑色   |
| メチルレッド (MR)                            | 赤色     | 4.4–6.2   | 黄色     |
| メチルレッド / ブロモクレゾールグリーン      | 赤色     | 4.5–5.2   | 緑色     |
| リトマス                                     | 赤色     | 4.5–8.3   | 青色     |
| ブロモクレゾールパープル(BCP)                | 黄色     | 5.2–6.8   | 紫色     |
| ブロモチモールブルー (BTB)                   | 黄色     | 6.0–7.6   | 青色     |
| フェノールレッド                             | 黄色     | 6.8–8.4   | 赤色     |
| ニュートラルレッド                           | 赤色     | 6.8–8.0   | 黄色     |
| ナフトールフタレイン                         | やや赤色 | 7.3–8.7   | 青緑色   |
| クレゾールレッド                             | 黄色     | 7.2–8.8   | 赤紫色   |
| クレゾールフタレイン                         | 無色     | 8.2-9.8   | 紫       |
| フェノールフタレイン (PP)                    | 無色     | 8.3–10.0  | 桃色     |
| チモールフタレイン                           | 無色     | 9.3–10.5  | 青色     |
| アリザリンイエローR                          | 黄色     | 10.2–12.0 | 赤       |